# Nombre premier de Wilson
En arithmétique, un nombre premier de Wilson est un nombre premier p tel que p2 divise (p – 1)! + 1, où ! désigne la fonction factorielle ; comparer ceci avec le théorème de Wilson, qui énonce que tout nombre premier p divise (p – 1)! + 1.
Les seuls nombres premiers de Wilson connus sont 5, 13, et 563 (suite A007540 de l'OEIS) ; si d'autres existent, ils doivent être plus grands que 2 × 1013. On conjecture qu'il existe une infinité de nombres premiers de Wilson, et que le nombre de nombres premiers de Wilson dans un intervalle [x, y] est d'environ log(log(y)/log(x)).